# سارماتو
سارماتو (بالإيطالية: Sarmato)‏ هي بلدية في مقاطعة بياتشنزا في إقليم إميليا رومانيا الإيطالي.

## السكان
في سنة 1861 بلغ عدد السكان 2٬551 نسمة، وتطور العدد ليصل في سنة 2011 لـ 2٬919 نسمة.
يظهر هذا المخطط البياني تطور النمو السكاني لـ سارماتو